# Trofeo Diputación de Valladolid 2017
La XXIV edición del Trofeo Diputación de Valladolid de fútbol se celebra en el municipio de Matapozuelos del 10 al 23 de agosto de 2017.

## Cuadro de resultados
|  | Cuartos de final               | Cuartos de final               |                   |                   | Semifinales               | Semifinales               |  |                   | Final                | Final                |  |
|  | del 10 al 13 de agosto de 2017 | del 10 al 13 de agosto de 2017 |                   |                   | 15 y 16 de agosto de 2017 | 15 y 16 de agosto de 2017 |  |                   | 23 de agosto de 2017 | 23 de agosto de 2017 |  |
|  |                                |                                |                   |                   |                           |                           |  |                   |                      |                      |  |
|  |                                |                                |                   |                   |                           |                           |  |                   |                      |                      |  |
|  | Real Valladolid B              | 10                             |                   |                   |                           |                           |  |                   |                      |                      |  |
|  | Real Valladolid B              | 10                             |                   |                   |                           |                           |  |                   |                      |                      |  |
|  | Rayo Cenobia                   | 1                              |                   |                   |                           |                           |  |                   |                      |                      |  |
|  | Rayo Cenobia                   | 1                              |                   | Real Valladolid B | 0                         |                           |  |                   |                      |                      |  |
|  |                                |                                |                   | Real Valladolid B | 0                         |                           |  |                   |                      |                      |  |
|  |                                |                                | Villa de Simancas | 1                 |                           |                           |  |                   |                      |                      |  |
|  | Villa de Simancas              | 5                              | Villa de Simancas | 1                 |                           |                           |  |                   |                      |                      |  |
|  | Villa de Simancas              | 5                              |                   |                   |                           |                           |  |                   |                      |                      |  |
|  | CD Mojados                     | 2                              |                   |                   |                           |                           |  |                   |                      |                      |  |
|  | CD Mojados                     | 2                              |                   |                   |                           |                           |  | Villa de Simancas | 1                    |                      |  |
|  |                                |                                |                   |                   |                           |                           |  | Villa de Simancas | 1                    |                      |  |
|  |                                |                                | At. Tordesillas   | 4                 |                           |                           |  |                   |                      |                      |  |
|  | C.D. Betis                     | 3                              | At. Tordesillas   | 4                 |                           |                           |  |                   |                      |                      |  |
|  | C.D. Betis                     | 3                              |                   |                   |                           |                           |  |                   |                      |                      |  |
|  | CD La Cistérniga               | 1                              |                   |                   |                           |                           |  |                   |                      |                      |  |
|  | CD La Cistérniga               | 1                              |                   | C.D. Betis        | 1                         |                           |  |                   |                      |                      |  |
|  |                                |                                |                   | C.D. Betis        | 1                         |                           |  |                   |                      |                      |  |
|  |                                |                                | At. Tordesillas   | 4                 |                           |                           |  |                   |                      |                      |  |
|  | At. Tordesillas                | 8                              | At. Tordesillas   | 4                 |                           |                           |  |                   |                      |                      |  |
|  | At. Tordesillas                | 8                              |                   |                   |                           |                           |  |                   |                      |                      |  |
|  | Gimnástica Medinense           | 0                              |                   |                   |                           |                           |  |                   |                      |                      |  |
|  | Gimnástica Medinense           | 0                              |                   |                   |                           |                           |  |                   |                      |                      |  |
|  |                                |                                |                   |                   |                           |                           |  |                   |                      |                      |  |

### Final
| 23 de agosto de 2017, 19:00 h. | Villa de Simancas | 1-4     | At. Tordesillas                             | Idulfo Clemente, Matapozuelos (Valladolid)              |                                                         |
|                                | Jose Luis 18'     | Reporte | Víctor 11' Adalia 64' Adalia 72' Héctor 78' | Asistencia: 600 espectadores Árbitro(s): Cañibano Arias | Asistencia: 600 espectadores Árbitro(s): Cañibano Arias |

## Estadísticas
- Mejor jugador: Adalia (At. Tordesillas)
- Máximo goleador: Rubo (At. Tordesillas) 5 goles
- Total goles: 41
- Promedio por partido: 5'85
- Mayor goleada: Valladolid B 10 - Rayo Cenobia 1